# 増山正同
増山 正同（ましやま まさとも）は、江戸時代末期の大名。伊勢長島藩の第8代（最後）の藩主。長島藩増山家9代。明治維新後に子爵。

## 生涯
天保14年（1843年）2月29日、幕臣・500石で後に西丸目付を勤める永井三左衛門直方の次男として生まれる。通称は勇之助、隼人、大学。官位は従五位下、備中守。
最初は嘉永5年（1852年）、長島藩増山家分家で幕臣1000俵小普請組の増山銀之助の家督を相続し、小普請組に編入された。文久元年（1861年）には御書院番士、慶応2年（1866年）には御使番に就任し、そのまま明治維新を迎える。
その後、明治2年（1869年）には横須賀奉行支配に編入され、静岡県安西4丁目水口屋源右衛門方に寄留していたことがわかっている。同年、第7代長島藩主・増山正修の嫡子の正方が廃嫡された後に正修の養子となり、正修が死去したために家督を継いだ。同年6月24日に版籍奉還で知藩事となり、明治4年（1871年）7月15日の廃藩置県で免官となる。
その後は東京に移住し、明治9年（1876年）には宮中祀候、のちに侍従になった。明治17年（1884年）、華族令によって子爵を叙爵される。明治20年（1887年）4月22日に死去した。享年45。

## 実父
実父については伊藤重信著「長島町誌」上（1974年）以降、大和新庄藩主・永井直方と言われてきたが、以下の点で誤りである。
- 新庄藩主永井直方の没年である文政8年（1825年）と正同の生年の天保14年（1843年）が合わない。
- 新庄藩主永井直方の幼名・通称に「三左衛門」はない。
- 東京大学史料編纂所所蔵「華族明細短冊」に「実祖父永井大江直和（銲七郎）亡。旗下非役。実父永井大江直方（三左衛門）亡。旗下非役」とあって、明らかに新庄藩主とは異なる記述がある。祖父の永井直和（銲七郎）は摂津高槻藩主・永井直進の末子[1]。

## 家族
父母
- 永井直方（実父）
- 桜井貞固の娘（実母）
- 増山正修（養父）

妻
- 水野喜美子、真如院 - 水野忠啓の娘

養子女
- 増山正治 - 溝口直溥の八男
- 増山正治室 - 増山正修の娘